# 鬼怒川温泉山麓駅
鬼怒川温泉山麓駅（きぬがわおんせんさんろくえき）は、栃木県日光市鬼怒川温泉滝にある鬼怒高原開発が運営する鬼怒川温泉ロープウェイの索道駅である。

## 歴史
- 1960年（昭和35年）10月15日 - 東武興業の索道駅として開業。
- 2001年（平成13年） - 鬼怒高原開発の索道駅となる。

## 乗り換え
乗り換えは徒歩30分、タクシーで5分ほどの東武鬼怒川線の鬼怒川温泉駅、鬼怒川公園駅。

## 駅周辺
- 鬼怒川温泉駅
- 鬼怒川公園駅
- 護国神社
- 湯の街公園
- 藤原滝郵便局
- あさやホテル
- 鬼怒川温泉ホテル
- きぬ川国際ホテル
- 鬼怒川プラザホテル

## 隣の駅
鬼怒高原開発
鬼怒川温泉ロープウェイ
鬼怒川温泉山麓駅 - 丸山山頂駅